# مراد ادیگوزل
مراد ادیگوزل (انگلیسی: Murat Adigüzel؛ زادهٔ ۱۵ ژانویهٔ ۱۹۹۲) بازیکن فوتبال اهل آلمان است.